# جبل سكنى
جَبَلْ سُكْنَى أو جبل سونا هو جبل يقع في سلسلة جبال الريف في المغرب جنوب شفشاون، ويبلغ طولهُ 1600 متر و 5200 قدم من المحيط الأطلسي.